# Felício dos Santos
Felício dos Santos là một đô thị thuộc bang Minas Gerais, Brasil. Đô thị này có diện tích 358,862 km², dân số năm 2007 là 5685 người, mật độ 15,8 người/km².